# Monika Jansson
Monika Jansson (* 27. Februar 1960 in Karlstad) ist eine schwedische Curlerin.
Jansson spielte als Third der schwedischen Mannschaft bei den XV. Olympischen Winterspielen 1988 in Calgary im Curling. Die Mannschaft von Skip Elisabeth Högström gewann die olympische Silbermedaille nach einer 5:7-Niederlage im Finale gegen Kanada um Skip Linda Moore. Da Curling damals noch eine Demonstrationssportart war, besitzt die Medaille keinen offiziellen Status.
1988 wurde Jansson in Perth Europameisterin.

## Erfolge
- Europameisterin
- 2. Platz Olympische Winterspiele 1988 (Demonstrationswettbewerb)